# Club Social, Cultural y Deportivo Unibolívar
El Club Deportivo Unibolivar es un equipo profesional de fútbol de la ciudad de Guaranda (Ecuador). Fue fundado el 16 de abril de 1996. Se desempeña en la Segunda Categoría del Campeonato Ecuatoriano de Fútbol.
Está afiliado a la Asociación de Fútbol Profesional de Bolívar.

## Historia
Entidad deportiva Bolivarense encargada de formar, representar y promover el balompié como deporte profesional, moldeando jóvenes y niños con una visión no solo deportiva, sino humanística integral y profesional que se centra en la potenciación del talento de cada uno de quienes conforman nuestro club contribuyendo también a la formación no solo de deportista de excelencia sino de seres humanos de cualidades excepcionales.

## Jugadores

### Plantilla 2023
- Última actualización: 15 Diciembre de 2021[1]